# Trempage (gastronomie)

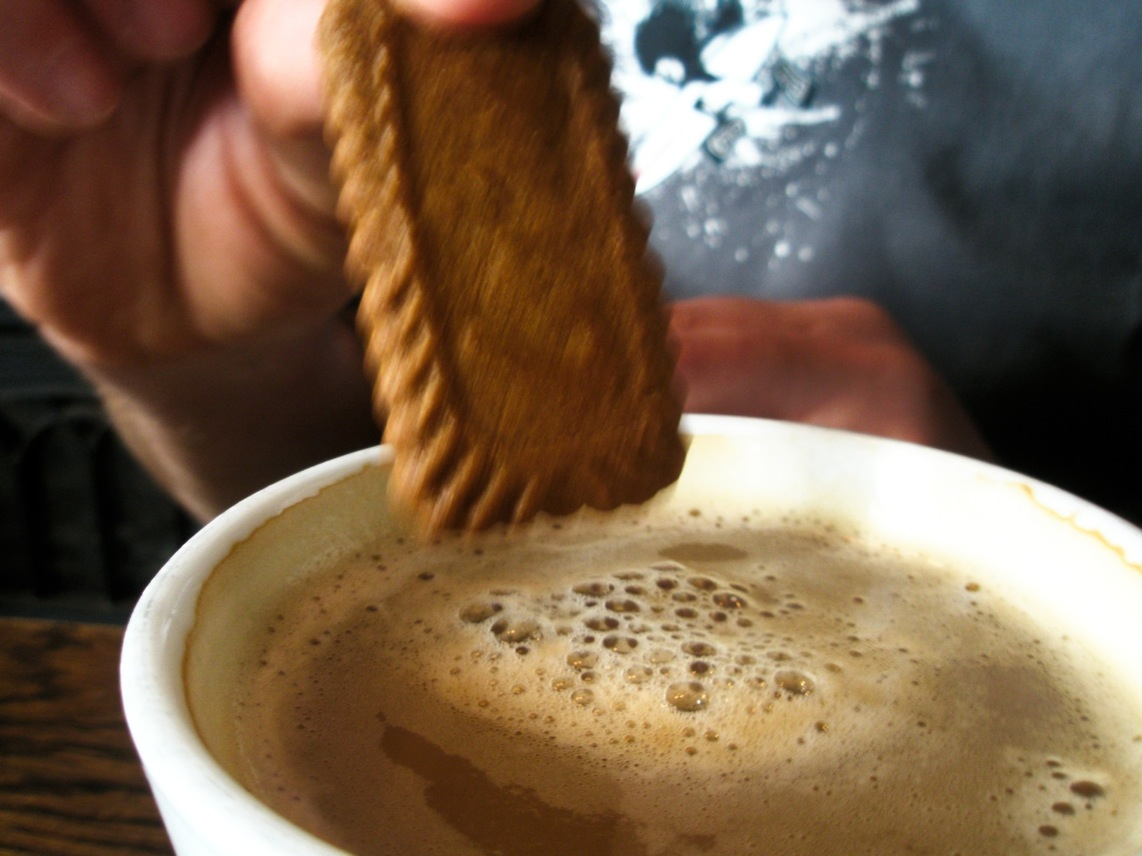
Un biscuit Lotus Biscoff trempé dans une tasse.

Tremper un biscuit ou d'autres aliments, tel le pain ou généralement des pâtisseries, signifie le plonger dans une boisson, en général dans du thé, du café ou du lait. Tremper une pâtisserie libère plus de saveur car la boisson chaude dissout les sucres, tout en adoucissant leur texture. Le trempage peut être utilisé pour faire fondre du chocolat sur des biscuits afin de créer une saveur plus riche.

## Historique

### Antiquité
Le trempage est d'abord signalé avec les Romains qui ramollissaient leurs galettes sans levain (latin : bis coctum, « cuit deux fois ») dans du vin.

### Époque moderne
Le trempage moderne a ses racines dans l'histoire de la marine, lorsqu'au XVIe siècle, des biscuits dits de mer, très connus pour leur dureté, étaient servis à bord des navires de la Royal Navy ; ils étaient si durs que les marins britanniques les trempaient dans de la bière afin de les ramollir.
Ce n'est qu'au XIXe siècle, avec l'émergence du thé de l'après-midi, au début de l'ère victorienne, que la Grande-Bretagne et l'Irlande ont commencé à considérer les biscuits comme quelque chose à tremper dans le thé, une coutume britannique et irlandaise qui a ensuite été exportée dans le monde entier.

## Pays et trempages
Le trempage est un moyen populaire d'apprécier les biscuits dans de nombreux pays.
- En Australie, le Tim Tam Slam est une façon de consommer une boisson chaude à travers un biscuit au chocolat. L'action est également connue sous le nom de « succion du thé[5] ».
- En Nouvelle-Zélande, les biscuits au gingembre sont généralement trempés dans du thé ou du café.
- Le biscuit le plus populaire à tremper dans le thé au Royaume-Uni est le digestive biscuit au chocolat McVitie's[6].
- Aux États-Unis, les Oreo sont souvent trempés dans du lait, tandis que la franchise Dunkin 'Donuts porte le nom de la pratique consistant à tremper les beignets dans le café (dunking signifie l'action de tremper, ou trempage, en anglais).
- En Afrique du Sud et en Inde, la biscotte est un aliment populaire à tremper dans le thé ou le café.
- Au Nigeria, le pain est généralement trempé dans du thé ou du café, tandis que l'acarajé est trempé dans de la bouillie.
- En France, en plus de tremper des biscuits, on trempe dans un œuf à la coque de fins morceaux de pain, de pain grillé ou de pain beurré. Par ailleurs, des croûtons de pain dorés sont aussi ajoutés à certaines soupes.

## Étiquette et style
Différentes cultures ont des attitudes diverses envers le trempage des biscuits. Historiquement, dans la haute société britannique, le trempage était mal vu et généralement considéré comme une coutume pour les enfants ou un folklore propre à la classe ouvrière. Cependant, la reine Victoria elle-même aurait aimé tremper ses biscuits, une coutume allemande de sa jeunesse.
En 2007, un salon de thé à Brighton, en Angleterre, a interdit le trempage dans ses locaux.

## Science

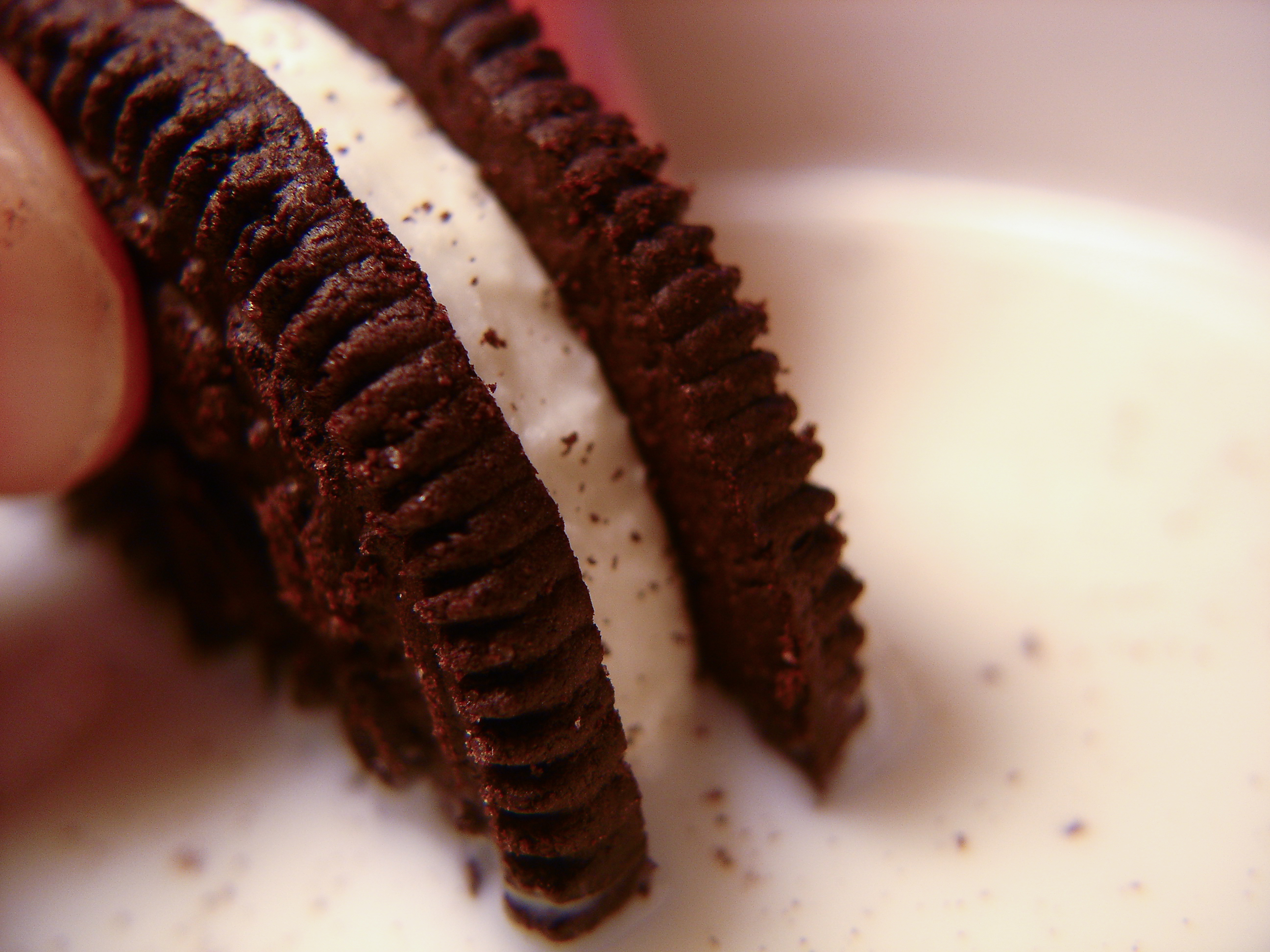
Un biscuit Oreo trempé dans du lait.

La physique du trempage est déterminée par la porosité du biscuit et la tension superficielle de la boisson. Un biscuit est poreux et, lorsqu'il est trempé, l'action capillaire attire le liquide dans les interstices entre les miettes.
Le physicien Len Fisher de l'Université de Bristol a présenté une discussion légère sur le trempage lors de la Journée nationale du trempage de biscuits au Royaume-Uni [Quand ?], dans le cadre d'une tentative de rendre la physique accessible. Fisher a semblé quelque peu décontenancé par la grande attention des médias, l'attribuant à une « soif de science accessible ». Fisher a également décrit son étonnement devant l'intérêt des journalistes pour une équation utilisée dans le domaine : l'équation de Washburn, qui décrit le flux capillaire dans les matériaux poreux. Écrivant dans Nature, il dit que « l'équation a été publiée dans presque tous les grands journaux britanniques. Les journalistes qui l'ont publiée ont pris grand soin de bien faire les choses, certains téléphonant plusieurs fois pour vérifier, ».
En 2012, le restaurateur anglais Heston Blumenthal, chef culinaire étoilé par le Guide Michelin, a étudié l'effet du trempage des biscuits au chocolat et a conclu qu'il améliorait l'arôme du biscuit. « Si vous avez du chocolat d'un côté, s'il fond un peu, vous obtenez une texture douce et veloutée, puis la saveur délicieuse en conséquence. »